# 追浜公園
追浜公園（おっぱまこうえん）は、神奈川県横須賀市に位置する都市公園（運動公園）である。

## 概要
プロ野球球団の横浜DeNAベイスターズの二軍の本拠地である硬式野球場の横須賀スタジアムのほか、軟式野球場、テニスコート等の運動施設を有している。
2016年4月、ベイスターズ球団と横須賀市は基本協定を締結し、長浦町の横浜DeNAベイスターズ総合練習場（2019年6月まで使用）の機能を、追浜公園に集約するために、第二・第三野球場の改修工事を施した上で、練習用サブ球場と屋内練習場、選手寮を建設することとなった。なお、選手寮の敷地は公園施設でないため、約0.5haを都市公園から除外している。
2019年8月17日、「DOCK OF BAYSTARS YOKOSUKA（ドック・オブ・ベイスターズ・横須賀）」の名称でオープンした。
このベイスターズ2軍の練習機能の統合と、追浜公園第二・第三野球場の一般市民への用途廃止に伴い、横須賀市では新たに、横須賀市浦郷地区（リサイクルプラザ・アイクル隣接地）と佐原地区（佐原2丁目公園。リーフスタジアム隣接地）にそれぞれ市民利用を目的とした野球場を整備し、順次オープンしている  。

## 主な施設
- 硬式野球場（横須賀スタジアム）
- 軟式野球場（3面）
- テニスコート（4面）